# 林堪
林堪（1449年—？），字舜卿，福建興化府莆田縣人，軍籍，明朝政治人物。

## 生平
福建鄉試第六十二名舉人。成化十七年（1481年）中式辛丑科會試第二百九十八名，三甲第八十三名進士。初授浙江長興縣知縣，歷官湖廣漢川縣知縣，弘治八年（1495年）三月升南京太僕寺寺丞。

## 家族
曾祖林洪，州同知；祖父林潛夫；父林彌實，義官。母張氏。重庆下。